# Heidmannsaul
Heidmannsaul war ein Wohnplatz in der Gemeinde Kürten im Rheinisch-Bergischen Kreis.

## Lage und Beschreibung
Der Ort lag im Dürschtal in der Nähe von Klefhaus an der Grenze der Gemeinden Kürten und Lindlar mit der Stadt Overath. Heute befindet sich dort die Straße Parborn, wo eine Fischzuchtanlage betrieben wird. 
Der Alemigssiefen mündet dort in den Dürschbach.

## Geschichte
Der Ort ist auf der Topographischen Aufnahme der Rheinlande von 1824 bereits eingezeichnet, allerdings nicht mit einem Namen versehen. Auf der Preußischen Neuaufnahme von 1892 ist der Ort als Heidmannsaul verzeichnet. Auf den Topographische Karten TK 25 von 1913 ist er noch eingezeichnet, auf der von 1933, nach dem Ausbau der Dürschtalstraße (heutige L 298), nicht mehr.
Der 1845 laut der Uebersicht des Regierungs-Bezirks Cöln als isoliertes Haus kategorisierte Ort besaß zu dieser Zeit ein Wohnhaus. Zu dieser Zeit lebten acht Einwohner im Ort, alle katholischen Bekenntnisses. Heidmannsaul gehörte zur Bürgermeisterei Kürten im Kreis Wipperfürth.
Die Gemeinde- und Gutbezirksstatistik der Rheinprovinz führt Heidmannsauel 1871 mit einem Wohnhaus und fünf Einwohnern auf.   Im Gemeindelexikon für die Provinz Rheinland von 1888 wird ein Wohnhaus mit vier Einwohnern für den hier Heidmannsauel geschriebenen Ort angegeben. 1895 besitzt der Ort ebenfalls ein Wohnhaus mit vier Einwohnern, ebenso 1905.